# Jann Schmidt
Jann Schmidt (* 24. Oktober 1948 in Weener) ist ein deutscher reformierter Theologe. Er war vom 1. Mai 2004 bis zum 31. Oktober 2013 Kirchenpräsident der Evangelisch-reformierten Kirche. Mit Erreichen des 65. Lebensjahres trat er entsprechend der Kirchenverfassung in den Ruhestand.
Jann Schmidt studierte in Wuppertal, Bochum und Göttingen Evangelische Theologie. Nach einem zweijährigen Vikariat erhielt Schmidt 1977 eine erste Pfarrstelle in der reformierten Gemeinde Veenhusen. Ab 1981 war er Schulpastor an den Gymnasien in Leer. 1984 wurde er Landesjugendpastor der Reformierten Kirche. Seit 1990 arbeitete er dort als Pastor für Öffentlichkeitsarbeit. 2003 wählte ihn die Gesamtsynode in das neu geschaffene Amt des Kirchenpräsidenten der Evangelisch-reformierten Kirche. Zuvor waren in der Evangelisch-reformierten Kirche der leitende Geistliche (der Landessuperintendent) und der leitende Jurist (der Präsident) gleichberechtigt.
Im Mai 2004 trat Schmidt die zwölfjährige Amtszeit an. Im Oktober 2009 wurde Schmidt in den Rat der EKD gewählt.
Schmidt betätigt sich seit 2008 regelmäßig als Autor der Internetplattform Göttinger Predigten im Internet.
Jann Schmidt ist verheiratet und hat drei erwachsene Söhne.